# Піта жовтоброва
Піта жовтоброва (Pitta elegans) — вид горобцеподібних птахів родини пітових (Pittidae).

## Поширення
Вид поширений на сході Індонезії. Середовище його проживання представлене ділянками лісу з густим підліском.

## Опис
Дрібний птах, завдовжки до 19 см, вагою 47—77 г. Це птахи з округлим тілом, масивною статурою, короткими крилами й хвостом, міцними ногами, великою головою з товстим дзьобом. Спина зелена. Крила теж зелені з синьо-бірюзовою смужкою. Обличчя, потилиця, підборіддя, лоб і верхівка чорні. Світло-сіра брова проходить від основи дзьоба до потилиці. Груди і живіт ліщиново-помаранчеві, а горло жовтувате. Хвіст у верхній частині синюватий і червоно-помарнчевий знизу, як і гузка. Дзьоб чорнуватий, очі карі, ноги тілесного кольору.

## Спосіб життя
Харчується равликами, хробаками, комахами та іншими безхребетними, яких знаходить на землі в густому підліску.

## Підвиди
- Pitta elegans elegans, номінальний підвид, широко поширений на островах Семау, Роті, Тимор та Кісар, а також на Молукських островах (Сангіхе, Тернате, Банггай, Сула, Буру, Боано та Серам);
- Pitta elegans hutzi Meise, 1942, ендемік острова Нуса-Пеніда;
- Pitta elegans maria Hartert, 1896, ендемік острова Сумба;
- Pitta elegans vigorsii Gould, 1838 на півдні Молуккських островів;
- Pitta elegans virginalis Hartert, 1896 острови Танахджампеа, Калао та Калаотоа (між Сулавесі та Флорес).